# 薛軒億
薛軒億（1985年10月26日—）是台灣男子羽球選手。出生於高雄縣岡山鎮，畢業於國立體育大學競技與教練科學研究所。他是一名虔誠的基督徒，因此隊友亦替他取了「阿門」的綽號。前合作金庫羽球隊隊員，現為苗栗縣立大同高級中學羽球隊教練。

## 選手生涯
薛軒億在國小三年級起接觸羽球，高中時已獲得全國青少年盃單打冠軍，亦曾在全國中學運動會獲得團體冠軍二連霸。此外，他也曾奪得全國運動會羽球團體賽冠軍和單打冠軍。然而，卻因受傷而要被迫休息3年。
2010年11月，薛軒億代表中華台北出戰廣州亞運會，參加羽毛球比賽的男子團體項目。
2017年1月，薛軒億在中華民國106年度第1次全國羽球排名賽男子單打決賽以直落兩局擊敗王子維，拿下個人在全國排名賽的第6座冠軍。他在賽後表示自己表現沒有特別突出，可能是對手狀況不好，承讓了；並謂現在重心放在家庭，是否參加國際賽要再和教練討論。
2020年7月，薛軒億以主力單打的身分幫助合作金庫羽球隊在全國團體錦標賽奪冠後，於隔月自合庫退役。

## 教練生涯
薛軒億在2014年6月將戶籍遷至苗栗縣，曾於2017年全國運動會指導苗栗縣代表選手。2020年8月起，甫退役的薛軒億前往苗栗縣立大同高級中學擔任羽球隊教練

## 主要比賽成績
只列出曾進入準決賽的國際賽事成績：
| 年份   | 賽事                     | 公開賽級別 | 項目     | 成績   |
| ------ | ------------------------ | ---------- | -------- | ------ |
| 2009年 | 美國羽毛球大獎賽         | 大獎賽     | 男子單打 | 亞軍   |
| 2011年 | 美國羽毛球黃金大獎賽     | 黃金大獎賽 | 男子單打 | 準決賽 |
| 2011年 | 世界大學運動會羽毛球比賽 | 其他       | 混合團體 | 铜牌   |
| 2011年 | 世界大學運動會羽毛球比賽 | 其他       | 男子單打 | 铜牌   |
| 2011年 | 荷蘭羽毛球大獎賽         | 大獎賽     | 男子單打 | 冠軍   |
| 2013年 | 澳門羽毛球黃金大獎賽     | 黃金大獎賽 | 男子單打 | 亞軍   |
| 2014年 | 亞洲運動會羽毛球比賽     | 其他       | 男子團體 | 銅牌   |
| 2017年 | 大阪羽毛球國際挑戰賽     | 國際挑戰賽 | 男子單打 | 亞軍   |
| 2018年 | 馬來西亞羽毛球國際挑戰賽 | 國際挑戰賽 | 男子單打 | 冠軍   |

| 2007-2017年 | 首要超級賽 | 超級賽 | 黃金大獎賽 | 大獎賽 | 國際挑戰賽 | 國際系列賽 | 未來系列賽 | 其他 |

| 2018-2026年 | 總決賽 | 超級1000賽 | 超級750賽 | 超級500賽 | 超級300賽 | 超級100賽 | 國際挑戰賽 | 國際系列賽 | 未來系列賽 | 其他 |

### 奧運會和世錦賽參賽紀錄
|          | 2009 | 2010 | 2011 |
| -------- | ---- | ---- | ---- |
| 男子單打 | 64強 | 8強  | 64強 |